# Steve Solvet
Steve Loic Solvet (Les Abymes, 20 marzo 1996) è un calciatore francese, difensore del Sabah.

## Carriera

### Club
Ha giocato tra la seconda e la sesta divisione francese.
Nel 2025 si è trasferito nella prima divisione azera al Sabah, con cui ha anche partecipato alla UEFA Conference League 2025-2026.

### Nazionale
Nel 2021 ha esordito in nazionale; nello stesso anno viene convocato per la CONCACAF Gold Cup.

## Statistiche

### Presenze e reti nei club
Statistiche aggiornate al 19 novembre 2021.
| Stagione            | Squadra             | Campionato          | Campionato | Campionato | Coppe nazionali | Coppe nazionali | Coppe nazionali | Coppe continentali | Coppe continentali | Coppe continentali | Altre coppe | Altre coppe | Altre coppe | Totale | Totale |
| Stagione            | Squadra             | Comp                | Pres       | Reti       | Comp            | Pres            | Reti            | Comp               | Pres               | Reti               | Comp        | Pres        | Reti        | Pres   | Reti   |
| ------------------- | ------------------- | ------------------- | ---------- | ---------- | --------------- | --------------- | --------------- | ------------------ | ------------------ | ------------------ | ----------- | ----------- | ----------- | ------ | ------ |
| 2014-2015           | Strasburgo 2        | R1                  | 9          | 0          |                 | -               | -               |                    | -                  | -                  |             | -           | -           | 9      | 0      |
| 2015-2016           | Strasburgo 2        | CFA2                | 17         | 0          |                 | -               | -               |                    | -                  | -                  |             | -           | -           | 17     | 0      |
| 2016-2017           | Strasburgo 2        | CFA2                | 16         | 0          |                 | -               | -               |                    | -                  | -                  |             | -           | -           | 16     | 0      |
| 2017-2018           | Strasburgo 2        | N3                  | 9          | 0          |                 | -               | -               |                    | -                  | -                  |             | -           | -           | 9      | 0      |
| Totale Strasburgo 2 | Totale Strasburgo 2 | Totale Strasburgo 2 | 51         | 0          |                 | -               | -               |                    | -                  | -                  |             | -           | -           | 51     | 0      |
| 2018-2019           | Digione 2           | N3                  | 24         | 5          |                 | -               | -               |                    | -                  | -                  |             | -           | -           | 24     | 5      |
| 2019-2020           | Bergerac            | N2                  | 4          | 0          |                 | -               | -               |                    | -                  | -                  |             | -           | -           | 4      | 0      |
| 2020-2021           | Sète                | N                   | 21         | 0          |                 | -               | -               |                    | -                  | -                  |             | -           | -           | 21     | 0      |
| 2021-2022           | Sète                | N                   | 12         | 0          |                 | -               | -               |                    | -                  | -                  |             | -           | -           | 12     | 0      |
| Totale Sète         | Totale Sète         | Totale Sète         | 33         | 0          |                 | -               | -               |                    | -                  | -                  |             | -           | -           | 33     | 0      |
| Totale carriera     | Totale carriera     | Totale carriera     | 112        | 5          |                 | -               | -               |                    | -                  | -                  |             | -           | -           | 112    | 5      |

### Cronologia presenze e reti in nazionale
| Cronologia completa delle presenze e delle reti in nazionale ― Guadalupa | Cronologia completa delle presenze e delle reti in nazionale ― Guadalupa | Cronologia completa delle presenze e delle reti in nazionale ― Guadalupa | Cronologia completa delle presenze e delle reti in nazionale ― Guadalupa | Cronologia completa delle presenze e delle reti in nazionale ― Guadalupa | Cronologia completa delle presenze e delle reti in nazionale ― Guadalupa | Cronologia completa delle presenze e delle reti in nazionale ― Guadalupa | Cronologia completa delle presenze e delle reti in nazionale ― Guadalupa |
| Data                                                                     | Città                                                                    | In casa                                                                  | Risultato                                                                | Ospiti                                                                   | Competizione                                                             | Reti                                                                     | Note                                                                     |
| ------------------------------------------------------------------------ | ------------------------------------------------------------------------ | ------------------------------------------------------------------------ | ------------------------------------------------------------------------ | ------------------------------------------------------------------------ | ------------------------------------------------------------------------ | ------------------------------------------------------------------------ | ------------------------------------------------------------------------ |
| 23-6-2021                                                                | Fort-de-France                                                           | Martinica                                                                | 1 – 2                                                                    | Guadalupa                                                                | Amichevole                                                               | 1                                                                        |                                                                          |
| 3-7-2021                                                                 | Fort Lauderdale                                                          | Guadalupa                                                                | 2 – 0                                                                    | Bahamas                                                                  | Qual. Gold Cup 2021                                                      | -                                                                        |                                                                          |
| 6-7-2021                                                                 | Fort Lauderdale                                                          | Guatemala                                                                | 1 – 1 dts (9 – 10 dtr)                                                   | Guadalupa                                                                | Qual. Gold Cup 2021                                                      | -                                                                        |                                                                          |
| 12-7-2021                                                                | Orlando                                                                  | Costa Rica                                                               | 3 – 1                                                                    | Guadalupa                                                                | Gold Cup 2021 - 1º turno                                                 | -                                                                        |                                                                          |
| 20-7-2021                                                                | Houston                                                                  | Suriname                                                                 | 2 – 1                                                                    | Guadalupa                                                                | Gold Cup 2021 - 1º turno                                                 | -                                                                        |                                                                          |
| 16-6-2023                                                                | Fort Lauderdale                                                          | Antigua e Barbuda                                                        | 0 – 5                                                                    | Guadalupa                                                                | Qual. Gold Cup 2023                                                      | 1                                                                        | 65’                                                                      |
| 20-6-2023                                                                | Fort Lauderdale                                                          | Guadalupa                                                                | 2 – 0                                                                    | Guyana                                                                   | Qual. Gold Cup 2023                                                      | -                                                                        |                                                                          |
| 1-7-2023                                                                 | Houston                                                                  | Cuba                                                                     | 1 – 4                                                                    | Guadalupa                                                                | Gold Cup 2023 - 1º Turno                                                 | -                                                                        |                                                                          |
| 4-7-2023                                                                 | Harrison                                                                 | Guadalupa                                                                | 2 – 3                                                                    | Guatemala                                                                | Gold Cup 2023 - 1º Turno                                                 | -                                                                        | 54’, 90+7’                                                               |
| 5-9-2024                                                                 | San José                                                                 | Costa Rica                                                               | 3 – 0                                                                    | Guadalupa                                                                | CONCACAF Nations League 2024-2025 - 1º turno                             | -                                                                        | 67’                                                                      |
| 9-9-2024                                                                 | Le Gosier                                                                | Guadalupa                                                                | 1 – 0                                                                    | Suriname                                                                 | CONCACAF Nations League 2024-2025 - 1º turno                             | -                                                                        |                                                                          |
| 16-6-2025                                                                | Carson                                                                   | Panama                                                                   | 5 – 2                                                                    | Guadalupa                                                                | Gold Cup 2025 - 1° turno                                                 | -                                                                        | 46’                                                                      |
| 20-6-2025                                                                | San Jose                                                                 | Giamaica                                                                 | 2 – 1                                                                    | Guadalupa                                                                | Gold Cup 2025 - 1° turno                                                 | -                                                                        | 86’                                                                      |
| Totale                                                                   |                                                                          | Presenze                                                                 | 13                                                                       |                                                                          | Reti                                                                     | 2                                                                        |                                                                          |